# Chaetura fumosa
Chaetura fumosa là một loài chim trong họ Apodidae.